# Tellus (TV-serie)
Tellus är en finsk kriminalserie från 2014, som började sändas i Finland på Yle TV1 den 16 november 2014. Serien är skriven av JP Siili och handlar om ekoterrorism. Serien är såld till Sverige, Tyskland och Norge.